# Dorfkirche Exdorf

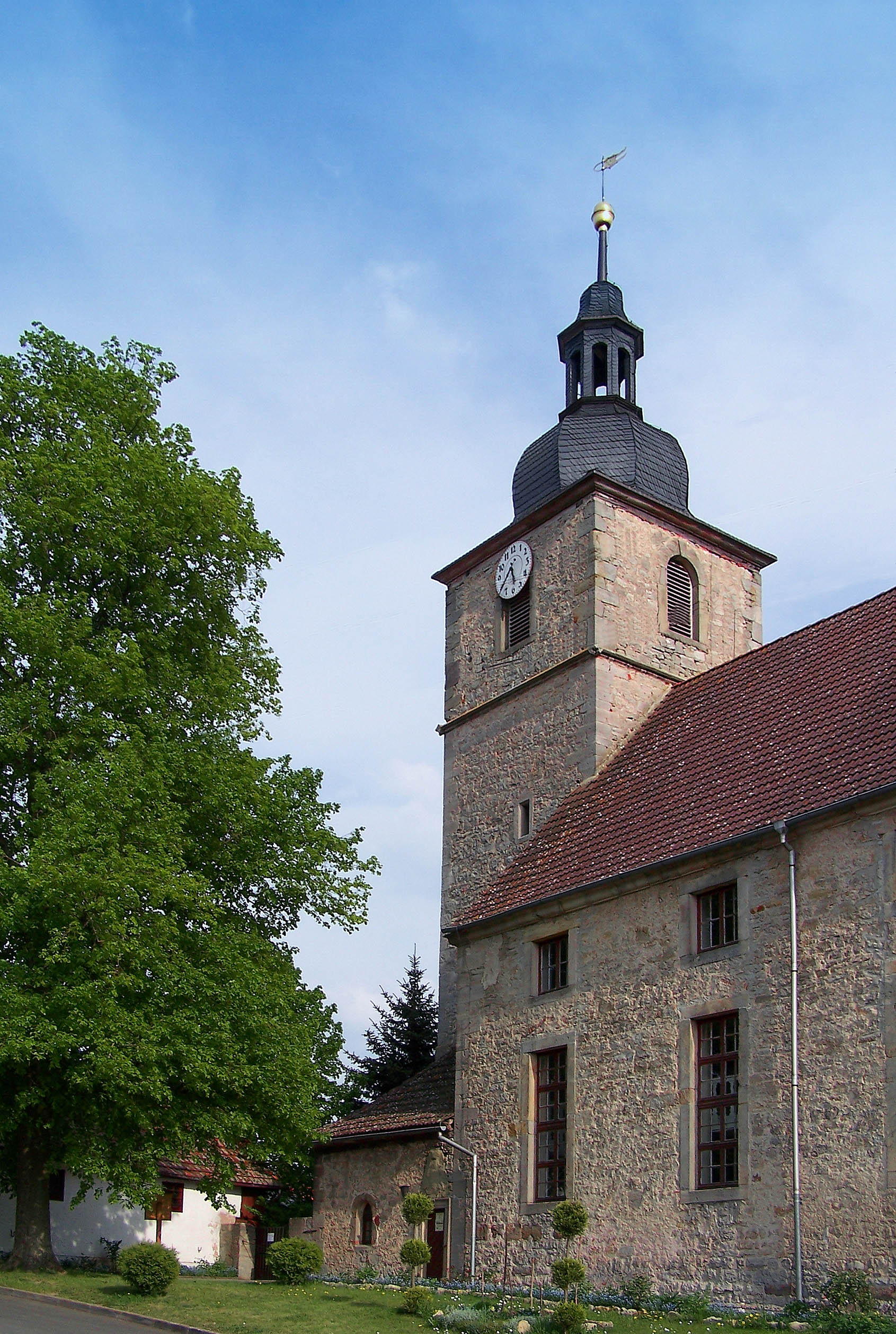
Dorfkirche

Die heute evangelisch-lutherische Dorfkirche Exdorf steht im Ortsteil Exdorf der Gemeinde Grabfeld im Landkreis Schmalkalden-Meiningen in Thüringen.

## Geschichte
Eine Holzkirche wurde 1375 erwähnt. Das Adelsgeschlecht derer von Exdorf übte die Patronatsherrschaft aus. 1429 besaß das Dorf eine selbstständige Pfarrei, wozu der Nachbarort Obendorf gehörte. Der Letzte des Adelsgeschlechts aus Exdorf war Georg von Exdorf, der zugleich um 1438 Pfarrer war.
Die jetzige Kirche wurde am 14. November 1730 geweiht. Zweihundert Jahre später wurde sie innen umfangreich restauriert. Eine erneute Innenrenovierung erfolgte 1994, wobei auch das Deckengemälde Christi Himmelfahrt restauriert wurde.
Im Jahre 2004 wurde die 1894 von Theodor Kühn aus Schleusingen geschaffene Orgel wieder instand gesetzt.